# Cindy Brown
Cindy Brown, född den 16 mars 1965 i Portland, Oregon, är en amerikansk basketspelerska som tog tog OS-guld 1988 i Seoul. Detta var USA:s andra OS-guld i dambasket i rad. 

## Klubbhistorik
- Sidis Ancona (Italien) 1987–1988
- Toshiba Yana Gi Cho (Japan) 1988–1992
- Faenza Errieti Club (Italien) 1992–1994
- Elizur Holon (Israel) 1994–1996